# Maciej Wiśniewski
Maciej Wiśniewski (ur. 13 kwietnia 1978) – polski lekkoatleta specjalizujący się w rzucie oszczepem, mistrz Polski.

## Życiorys
Reprezentował barwy AZS-AWFiS Gdańsk i Olimpii Grudziądz. 
Na mistrzostwach Polski seniorów wywalczył jeden medal: złoty w sztafecie 4 x 100 metrów w 1998. Jego podstawową konkurencją był jednak rzut oszczepem, w którym czterokrotnie zajmował miejsce w pierwszej ósemce mistrzostw Polski seniorów (najwyżej 4. miejsce w 2003, ponadto 5. miejsce w 2002, 6. miejsce w 2005 i 7. miejsce w 2004). 
Rekord życiowy w biegu na 100 metrów: 10,68 (24.08.2002), w rzucie oszczepem: 72,67 (27.07.2002).